# Neurotrixa felsina
Neurotrixa felsina är en tvåvingeart som först beskrevs av Walker 1849.  Neurotrixa felsina ingår i släktet Neurotrixa och familjen husflugor. Inga underarter finns listade i Catalogue of Life.